# 美巴蒂暗沙
，位于南沙群岛南部，是隸屬於巴丁宜阿里暗沙群的一個暗沙。美巴蒂暗沙现由马来西亚政府实际控制，中華人民共和國政府和中華民國政府亦声称拥有其主权。

## 名稱
美国地名委员会使用的名称为Comus Reef（科穆斯暗沙），马来西亚称为Beting Merpati（美巴蒂暗沙），中国则称欢乐暗沙。
1935年中华民国水陆地图审查委员会审定公布《中国南海各岛屿华英地名对照一览表》，Comus Reef並不在列。1947年中华民国内政部公布的《南海诸岛新旧名称对照表》也是如此。1983年中华人民共和国中国地名委员会公布的《我国南海诸岛部分标准地名》，则使用了“欢乐暗沙”的名称。

## 歷史
美巴蒂暗沙位於万年烟礁東南邊10海里處，最浅处水深約8米。
美巴蒂暗沙现由马来西亚政府实际控制，中華人民共和國政府和中華民國政府亦声称拥有其主权。

## 参阅
- 南康暗沙
- 鲁克尼亚暗沙群